# Donndorf (Adelsgeschlechter)
Donndorf ist der Name mehrerer adeliger Familien.

## Der Familienname Donndorf
Der Name Donndorf ist verhältnismäßig selten und kommt überwiegend im mitteldeutschen Raum vor. Bekannte Namensträger waren Gotthold Donndorf (1887–1968), Pfarrer und Vorsteher des Rauhen Hauses in Hamburg, Adolf von Donndorf (1835–1916) und Karl Donndorf (1870–1941).
Es werden die thüringische und die fränkische Familie von Donndorf unterschieden. Eine Verwandtschaft ist möglich (ähnlich wie beispielsweise bei der Familie Lüchau), sie ist aber nicht belegt.

## Thüringische Familie von Donndorf
Donndorf mit dem Ortsteil Kloster Donndorf bei Roßleben/Wiehe, heute ein Ortsteil der Stadt Roßleben-Wiehe im Kyffhäuserkreis in Thüringen, ist der namensgebende Ort. Die im 12. Jahrhundert erbaute Burg wurde um 1250 in das Kloster Donndorf umgewandelt. Die Familie von Donndorf, die an der Gründung des Klosters beteiligt war, ist schon Mitte des 13. Jahrhunderts erloschen.

## Fränkische Familie von Donndorf

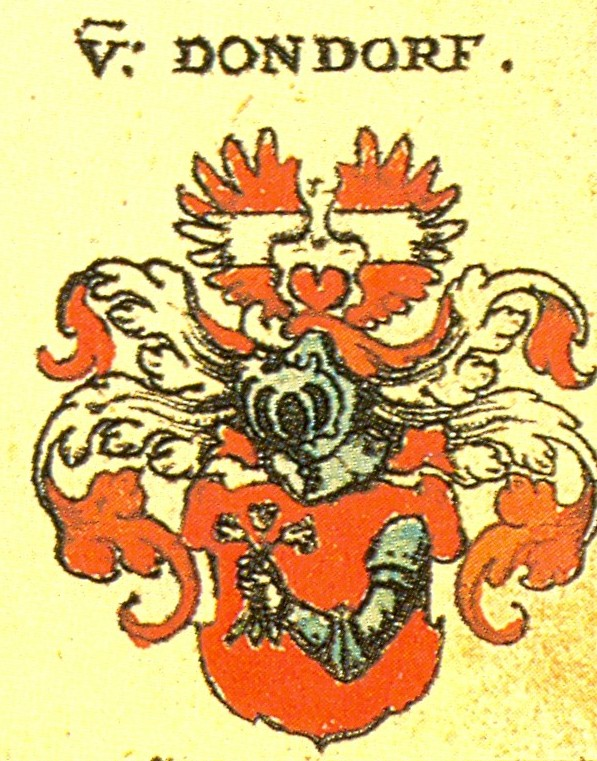
Wappen der fränkischen Familie von Donndorf nach Siebmachers Wappenbuch

Bekannte Namensträger der fränkischen Donndorfs sind Adolf von Donndorf (1835–1916, deutscher Bildhauer), Karl Donndorf (1870–1941, deutscher Bildhauer), Martin Donndorf (1864–1931, Weimarer Bürgermeister 1910–1920) und Wolfgang Donndorf(1909–1995, als Ministerialdirigent Leiter der Abteilung Kunst im Kultusministerium Baden-Württemberg).

### Geschichte
Namensgebender Ort der fränkischen Familie von Donndorf (auch Tanndorf) ist Donndorf, heute Teil der Gemeinde Eckersdorf im Landkreis Bayreuth in Oberfranken. Wo sich heute das Schloss Fantaisie befindet, war im Mittelalter die Burg der Familie von Donndorf. Die Familie ist seit 1398 belegt.
Im Landkreis Bayreuth gibt es Spuren der Familie mit dem Burgstall in Gossenreuth (1429–1497), dem Rittersitz in Mengersreuth (1429) und in Windischenlaibach.
Die Familie von Donndorf war unter anderem mit der Adelsfamilie der von Sparneck verwandt.
Bernhard von Donndorf auf Ramlesreuth bei Speichersdorf war verheiratet mit Maria Salome Katharina von Sparneck, welche 1709 den halben Anteil an der Burg Trausnitz im Tal erbte. Die Ehegatten zogen nach Trausnitz und bewirtschafteten das Gut. Nach einem Streit mit den Miterben kam es 1714 zum Verkauf von Trausnitz.

### Wappen
Blasonierung: Das Wappen zeigt auf rotem Grund einen vollständigen geharnischten Arm. Der Arm ist eingebeugt und hält drei Blumen in der Hand. Die Helmzier ist ein offener Flug in Rot mit einem silbernen Balken. Zwischen den Flügeln sitzt ein rotes Herz.

### Persönlichkeiten
- Anna Magdalena Franziska von Dondorff, Äbtissin im Kloster Obermünster Regensburg (1719–1765)
- Adolf von Donndorf (1835–1916), Bildhauer
- Karl Donndorf (1870–1941), Bildhauer, Sohn des Adolf

### Fränkische Linie
- August Gebeßler: Stadt und Landkreis Bayreuth. Deutscher Kunstverlag, München 1959, DNB 451450914.

### Thüringische Linie
- Burg Donndorf (später Kloster) in der privaten Datenbank Alle Burgen.
- Homepage des Klosters Donndorf

### Fränkische Linie
- Geschichte von Donndorf auf der Homepage der Gemeinde Eckersdorf
- Homepage von Schloss Fantaisie mit jüngsten Ausgrabungen